# 塔萊特峰

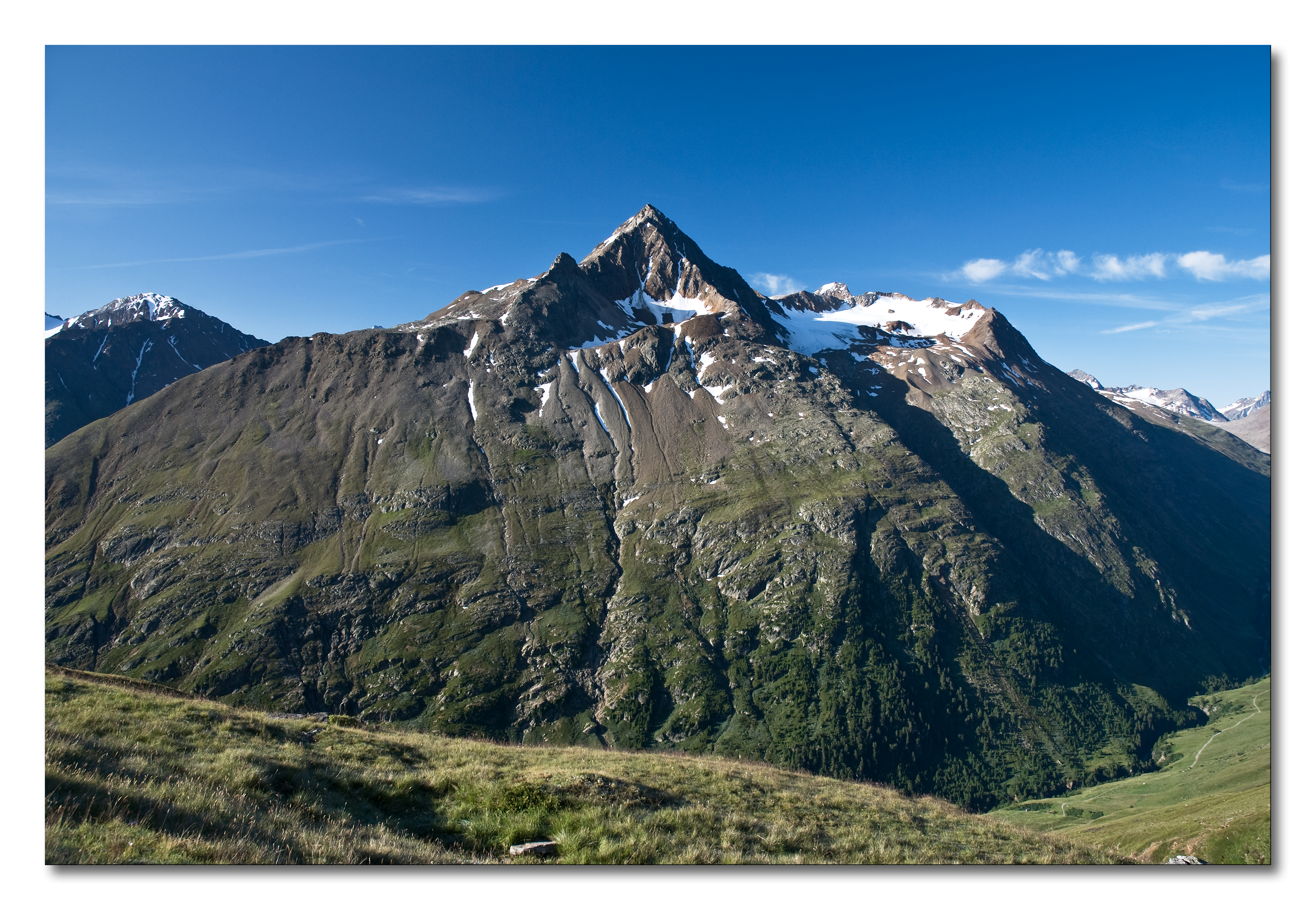

46°49′59″N 10°53′12″E / 46.83306°N 10.88667°E
塔萊特峰（德語：Talleitspitze），是奧地利的山峰，位於該國西部，由蒂羅爾州負責管轄，屬於奧茨塔爾阿爾卑斯山脈的一部分，距離克羅伊茨峰2.2公里，海拔高度3,406米。